# San Pedro de los Cofanes
San Pedro de los Cofanes ist eine Ortschaft und eine Parroquia rural („ländliches Kirchspiel“) im Kanton Shushufindi der ecuadorianischen Provinz Sucumbíos. Die Parroquia besitzt eine Fläche von 73,84 km². Beim Zensus im Jahr 2010 wurden 3326 Einwohner gezählt. Für 2020 wurde eine Einwohnerzahl von 4348 prognostiziert. Einen Großteil der Bevölkerung bilden Weiße und Mestizen.

## Lage
Die Parroquia San Pedro de los Cofanes liegt im Amazonastiefland. Der Río Jivino Verde fließt entlang der westlichen Verwaltungsgrenze in Richtung Südsüdost. Der Río Conambo, ein rechter Nebenfluss des Río Eno, fließt entlang der nördlichen Verwaltungsgrenze im Richtung Ostsüdost. Der 290 m hoch gelegene Hauptort befindet sich an der Fernstraße E45A (Nueva Loja–Puerto Francisco de Orellana) 24 km westnordwestlich vom Kantonshauptort Shushufindi.
Die Parroquia San Pedro de los Cofanes grenzt im Norden an die Parroquia El Eno (Kanton Lago Agrio), im Osten an die Parroquia Siete de Julio sowie im Südwesten und im Westen an die Provinz Orellana mit den Parroquias Enokanqui, Tres de Noviembre und Rumbipamba (alle drei im Kanton La Joya de los Sachas).

## Orte und Siedlungen
In der Parroquia gibt es neben dem Hauptort San Pedro de los Cofanes folgende Recintos: Progreso Bolívar, San José, Las Nieves, Jivino Verde, El Vergel, El Arenal und Union Chimborasence. Ferner gibt es die Cooperativas Eloy Alfaro, Unión Santo Domingo und Luz de América. 

## Geschichte
Die Gründung der Parroquia San Pedro de los Cofanes wurde am 9. Mai 1989 im Registro Oficial bekannt gemacht und damit wirksam.´